# باب هالس
باب هالس (انگلیسی: Bob Hulse؛ زادهٔ ۵ نوامبر ۱۹۴۸) بازیکن فوتبال اهل بریتانیا است.
از باشگاه‌هایی که در آن بازی کرده‌است می‌توان به باشگاه فوتبال استوک سیتی و باشگاه فوتبال نورتویچ ویکتوریا اشاره کرد.